# Herencia
Herencia er en by og kommune i det sydlige centrale Spanien i provinsen Ciudad Real. Den har et indbyggertal på 8.459 (2024) indbyggere.